# Hószínű medvelepke
A hószínű medvelepke (Spilosoma urticae) a kvadrifid bagolylepkefélék családjába tartozó, Eurázsiában honos éjjeli lepkefaj. 

## Megjelenése
A hószínű medvelepke szárnyfesztávolsága 3,4-3,6 cm. Feje és tora fehér, dúsan szőrözött, az ajaktapogató felső oldala fekete. A potroh első két szelvénye fehéren szőrözött, a továbbiak narancssárgák, ritkás fehéres szőrzettel; középen és kétoldalt három fekete pontsor látható. A hasoldal fehéres, két fekete pontsorral. Az első láb combja sárga, a fehér lábakon feketésbarna vonallal. A szárnyak hófehérek, rajtuk változó számú és nagyságú fekete ponttal, de nem ritkák a teljesen rajzolatmentes példányok sem. A fonák fehér, némi sárgás árnyalattal, az erek kissé halványbarnán fedettek. A hím csápján a fogak rövidebbek és féloldalasak.
Petéi gömb alakúak, sárgásfehérek.  
Hernyója sötétbarna, fehér légzőnyílásokkal; dús, hosszú szőrzete sötétbarna. Bábja vörösbarna, szelvényközei világosbarnák.

### Hasonló fajok
Az amerikai fehérmedvelepke, a tejszínű medvelepke és a felemás medvelepke nősténye hasonlíthat hozzá.

## Elterjedése
Európában és Ázsia mérsékelt övi zónájában honos. Magyarországon mindenütt előfordulhat, de jóval ritkább a tejszínű medvelepkénél. 

## Életmódja
Mocsarak, láprétek, patakvölgyek, nyirkos erőszélek lakója. 
Évente két nemzedéke nő fel, imágóit április-júniusban és július-szeptemberben lehet látni. Éjszaka aktív, a mesterséges fény vonzza. Hernyója különféle lágyszárú növények (lórom, csalán, árvacsalán, vidrafű, stb.) leveleivel táplálkozik, majd kifejletten a levelek között készített, szőrökkel kevert szövedékben bebábozódik. A második nemzedék bábként telel át. 

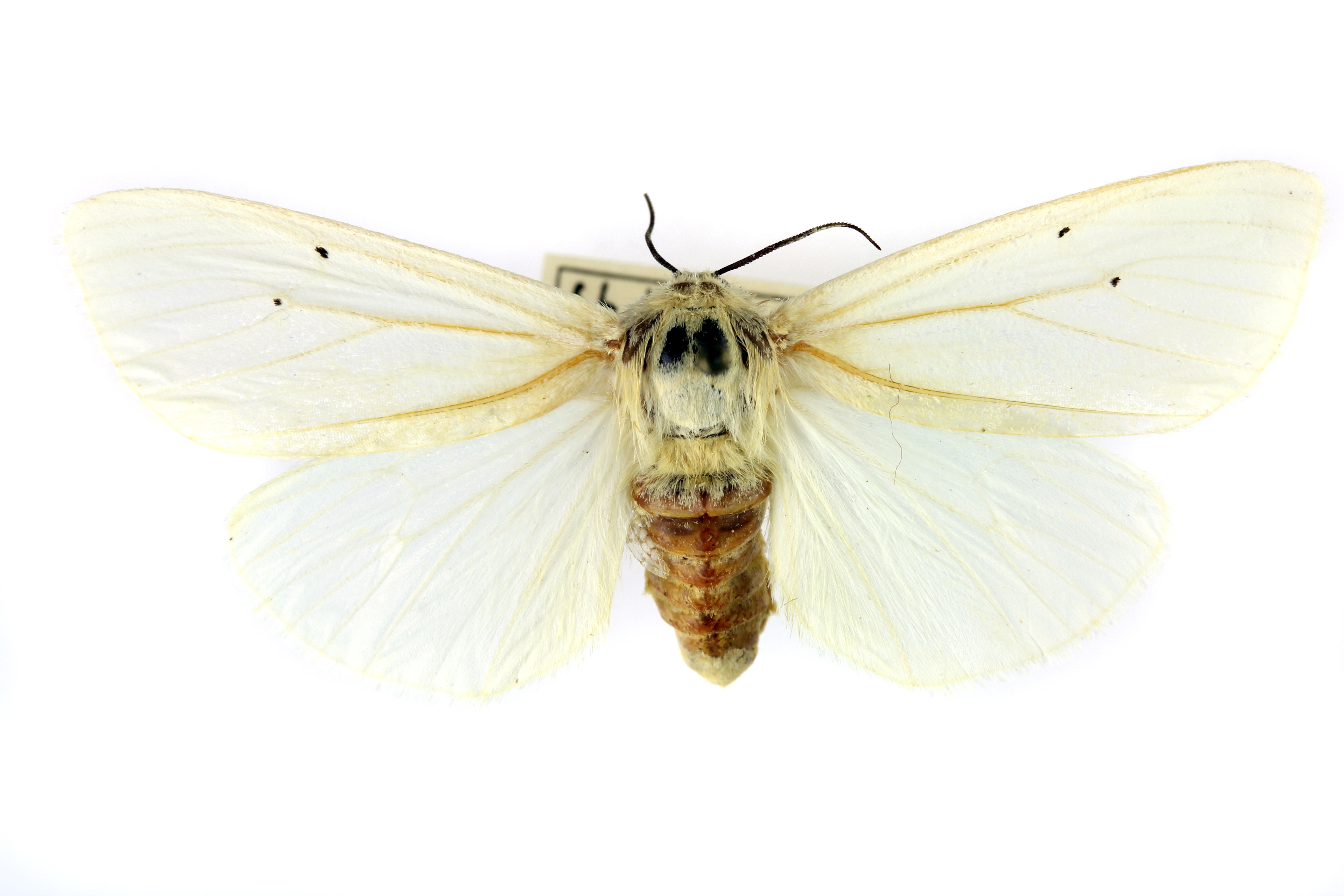
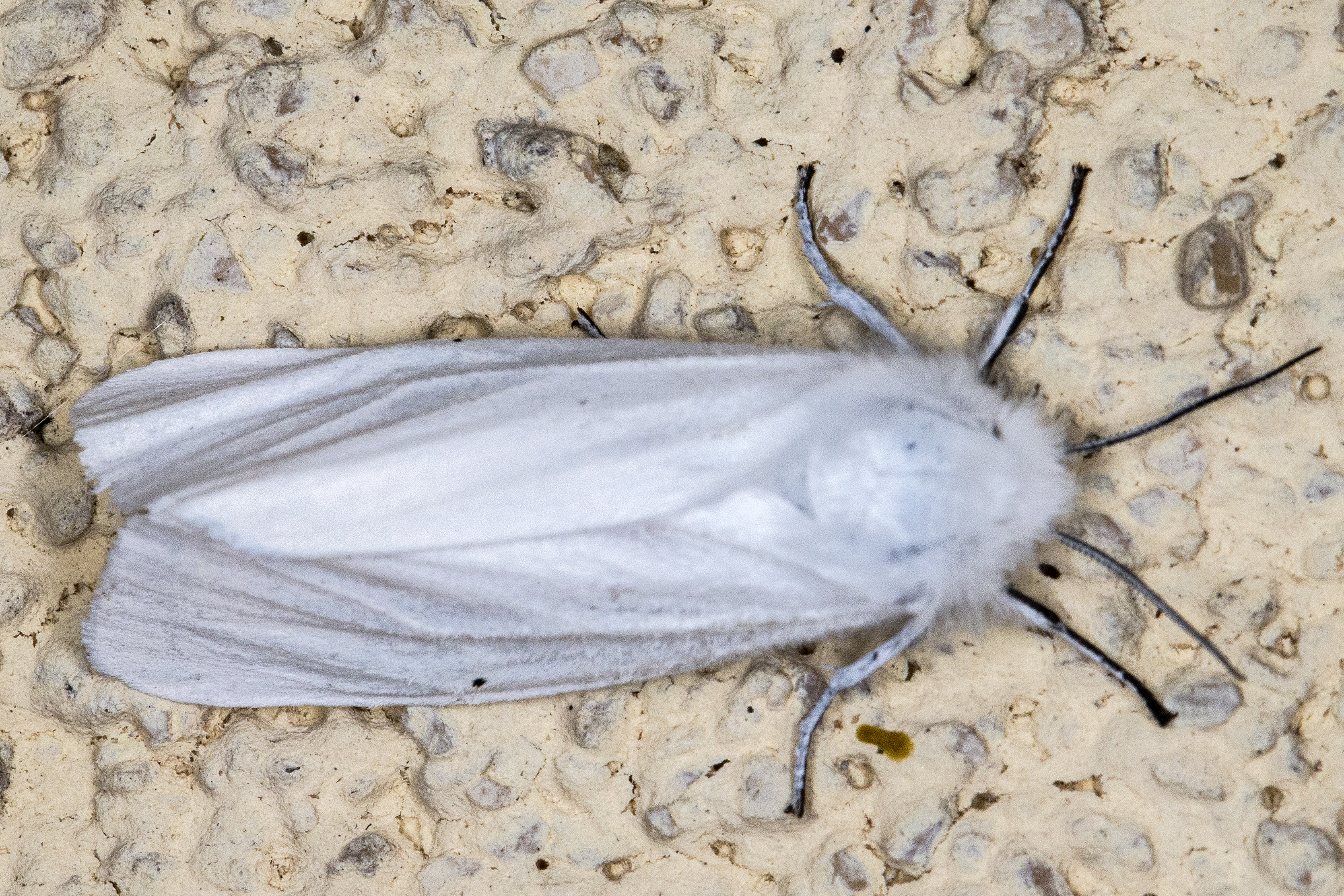
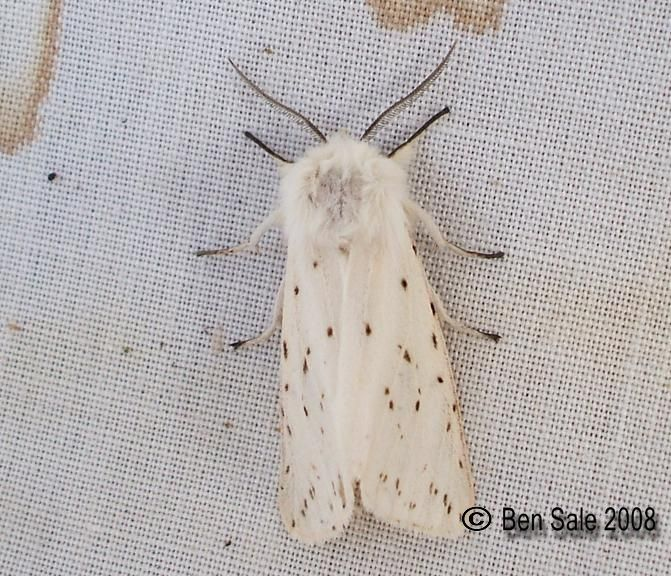
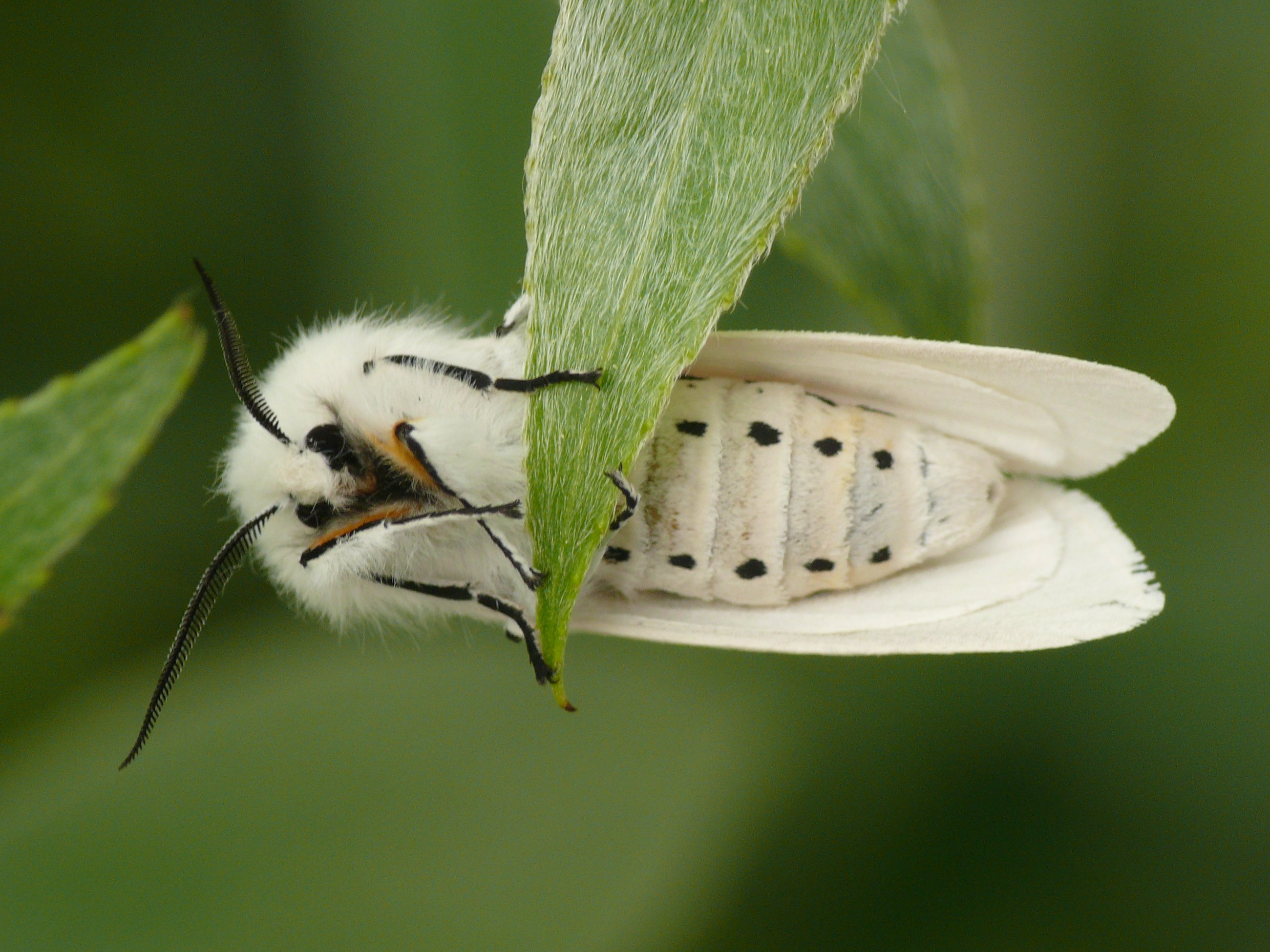

Magyarországon nem védett.